# Arne Linderholm
Arne Linderholm (né le 22 février 1916 et mort le 20 novembre 1986) est un footballeur international suédois.

## Carrière

### Club
Il joue durant sa carrière dans le club suédois de l'Allsvenskan de l'IK Sleipner.

### International
Il joue également avec l'équipe de Suède et participe à la coupe du monde 1938 en France.